# Палагін Володимир Степанович
Палагін Володимир Степанович (20 вересня 1914 — 19 квітня 1995) — льотчик-штурмовик, учасник Німецько-радянської війни, командир ескадрильї 188-го гвардійського штурмового авіаційного полку 12-ї гвардійської штурмової авіаційної дивізії 3-го гвардійського штурмового авіаційного корпусу 5-ї повітряної армії, гвардії капітан, Герой Радянського Союзу.

## Біографія
Народився 20 вересня 1914 року в Оренбурзі в сім'ї службовця.
Закінчив середню школу. У 1937 році закінчив 3-ю авіаційну школу льотчиків ЦПФ в місті Балашова Саратовської області. Працював льотчиком 1-го Московського транспортного авіаційного загону.
У Червоній Армії з 1941 року. На фронтах Німецько-радянської війни з червня 1941 року. Воював на Північно-Західному і Сталінградському фронтах. Член ВКП / КПРС з 1942 року.
Командир ланки 873-го штурмового авіаційного полку лейтенант Палагін В. З. 7 січня 1943 року вилетів в складі групи штурмовиків Іл-2 для штурмовки ворожих артилерійсько-мінометного вогневих точок в район міста Великі Луки. В районі цілі вступив в бій з винищувачами противника. В ході бою площиною зрізав стабілізатор FW-190. Пошкоджений літак посадив на своєму аеродромі. За цей подвиг нагороджений орденом Червоного Прапора.
Потім воював на Західному і 2-му Українському фронтах в посадах заступника і командира ескадрильї. Гвардії капітан Палагін В. С. до квітня 1945 року здійснив 235 бойових вильотів на розвідку і штурмовку. Знищив 24 танки, 65 автомобілів з військами і вантажами, 12 польових гармат, 14 мінометів, 15 зенітних знарядь. У 36 повітряних боях особисто збив 4 ворожих літака і 5 знищив на землі.
Звання Героя Радянського Союзу з врученням ордена Леніна і медалі «Золота Зірка» гвардії капітану Палагина Володимиру Степановичу присвоєно 15 травня 1946 року.
Після війни продовжував службу у ВПС. Закінчив Військову академію імені М. В. Фрунзе в 1950 році. З 1964 року полковник Палагін — в запасі. Жив в Одесі (вул. Середньофонтанська, 32). Працював керівником польотів в аеропорту.
Помер 19 квітня 1995 року.
Нагороджений орденом Леніна, 3 орденами Червоного Прапора, орденами Суворова 3-го ступеня, Олександра Невського, Вітчизняної війни 1-го ступеня, 2 орденами Червоної Зірки, медалями.